# Кайса Ернст
Кайса Анна-Карін Ліннея Ернст ( швед. Kajsa Anna-Karin Linnéa Ernst Kajsa Anna-Karin Linnéa Ernst; народилася 4 серпня 1962 року, Гетеборг ) — шведська актриса театру, кіно і телебачення. 

## Біографія
Кайса Ернст народилася 4 серпня 1962 року в Гетеборзі. Закінчила театральну школу в Мальме. Потім 10 років грала в міському театрі Хельсінгборг  . 
У 1998 році вона переїхала в Стокгольм. З 1999 року стала активно зніматися в шведських фільмах і телесеріалах  . 
З 2009 по 2012 рік була одружена з шведським актором Гораном Стангертцем. 

## Вибрана фільмографія
| Рік  |   | Українська назва        | Оригінальна назва | Роль         |
| ---- | - | ----------------------- | ----------------- | ------------ |
| 2004 | ф | Селюк                   | Masjävlar         | Ейвор        |
| 2011 | с | Рік 1790-й              | Anno 1790         | Анна Релла   |
| 2012 | ф | Останній заповіт Нобеля | Nobels Testamente | Беріт Хармін |
| 2012 | ф | Прайм-тайм              | Prime Time        | Беріт Хармін |
| 2012 | ф | Студія секса            | Studio Sex        | Беріт Хармін |
| 2012 | ф | Червона вовчиця         | Den röda vargen   | Беріт Хармін |
| 2012 | ф | Термін                  | Livstid           | Беріт Хармін |
| 2012 | ф | Місце під сонцем        | En plats i solen  | Беріт Хармін |
| 2016 | с | Краща сім'я             | Finaste familjen  | Анн Ліндер   |

## Нагороди та номінації
| рік  | Нагорода    | Категорія                   | Робота      | Результат |
| ---- | ----------- | --------------------------- | ----------- | --------- |
| 2005 | Золотий жук | Краща актриса другого плану | селюк       | Перемога  |
| 2017 | Kristallen  | Краща актриса               | Краща сім'я | Номінація |